# Janvry, Essonne
Janvry là một xã ở tỉnh Essonne thuộc vùng Île-de-France miền bắc nước Pháp.
Theo điều tra dân số năm 1999, dân số xã này là 530 người. Ước tính dân số năm 2004 là 605.
Danh xưng cư dân địa phương Janvry trong tiếng Pháp là Janvryssois.

## Monument

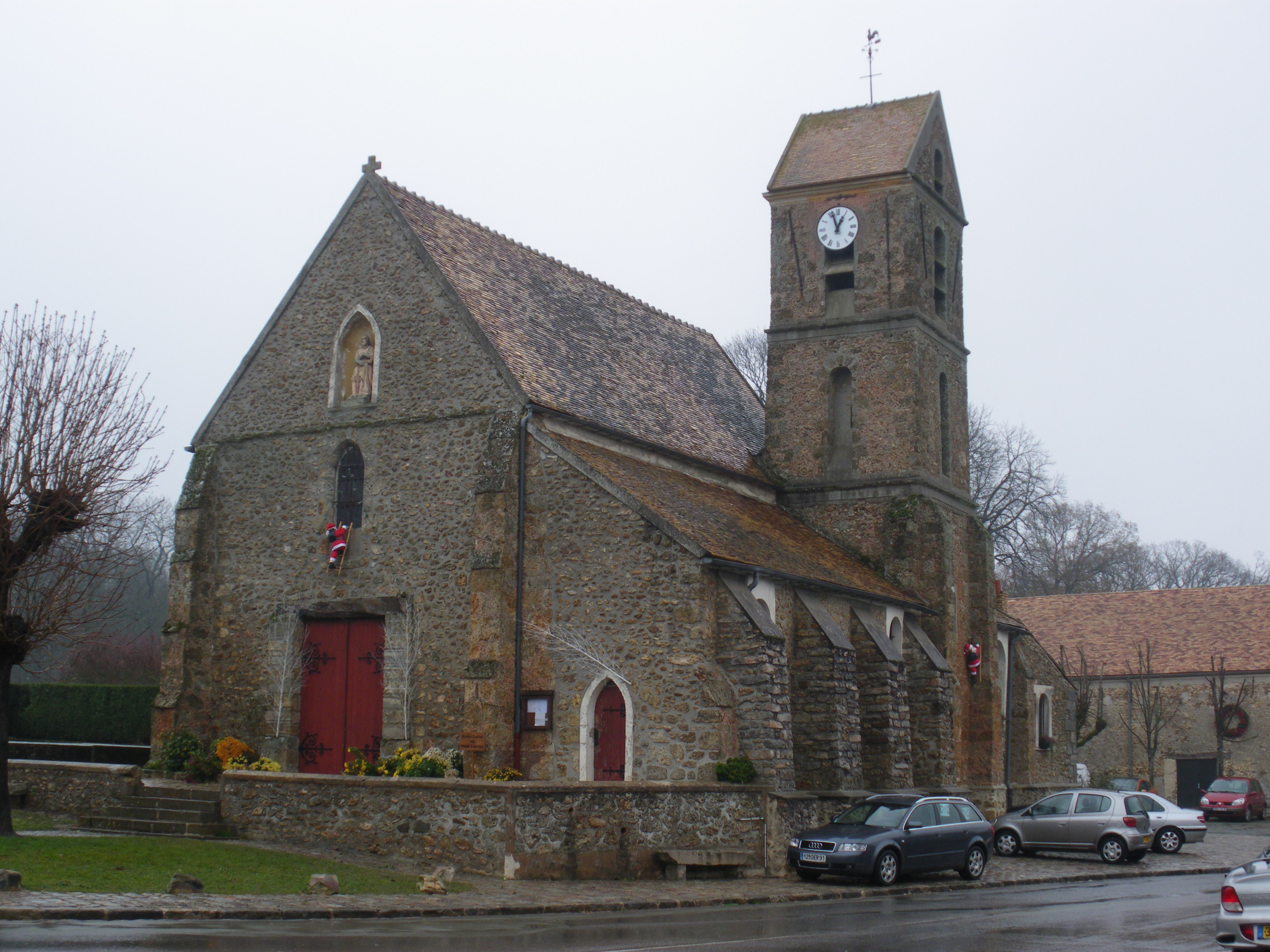
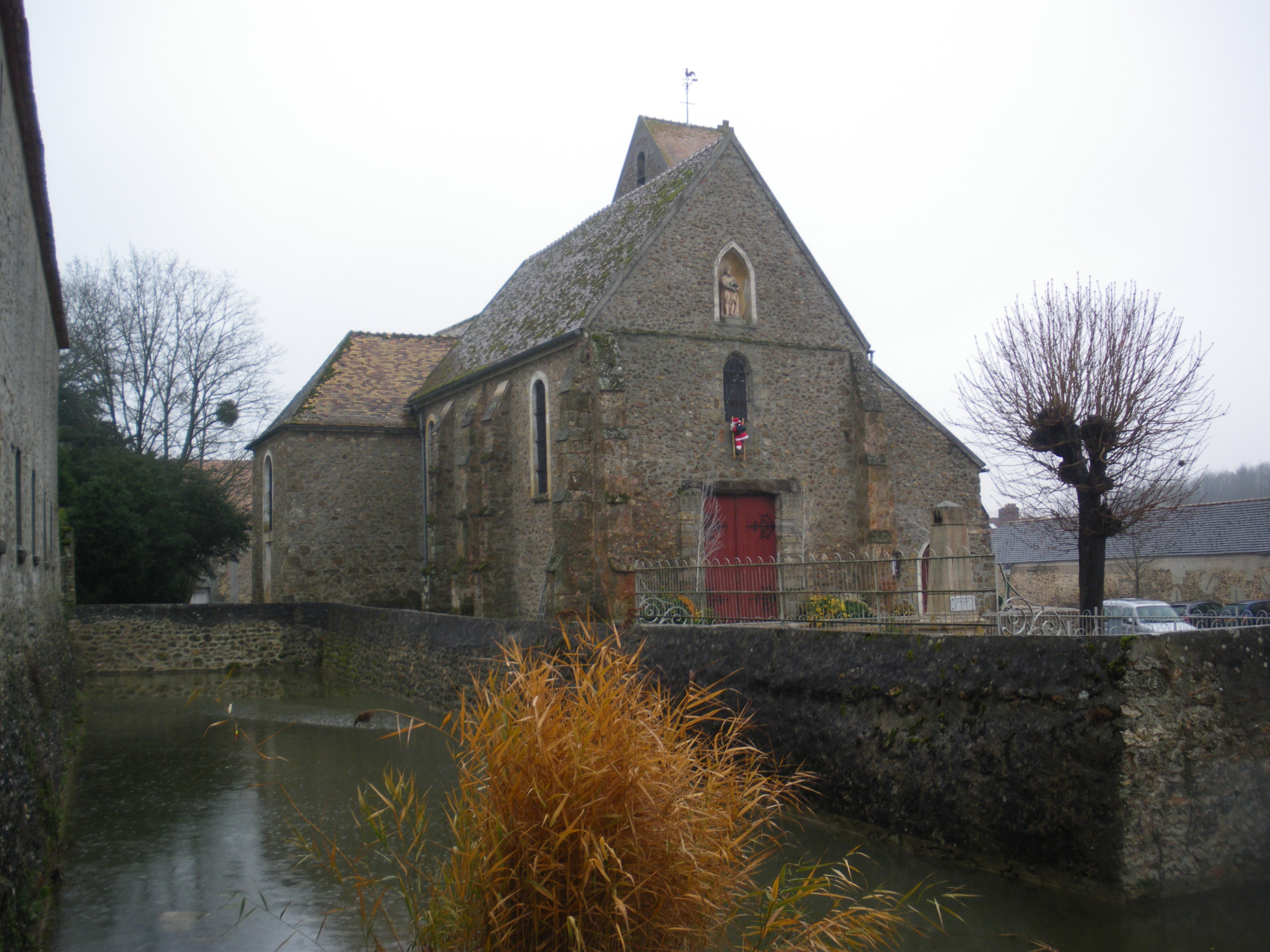
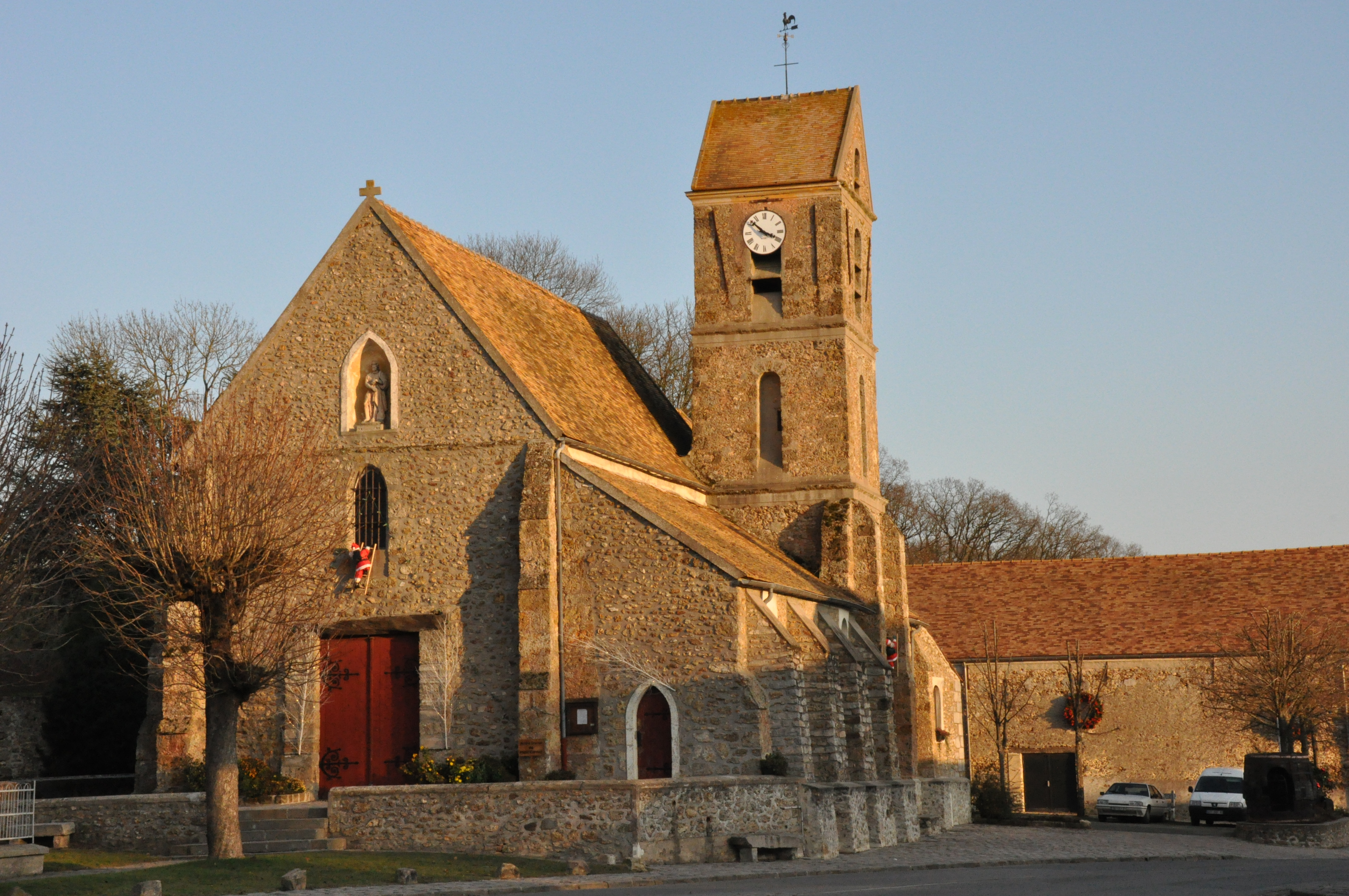
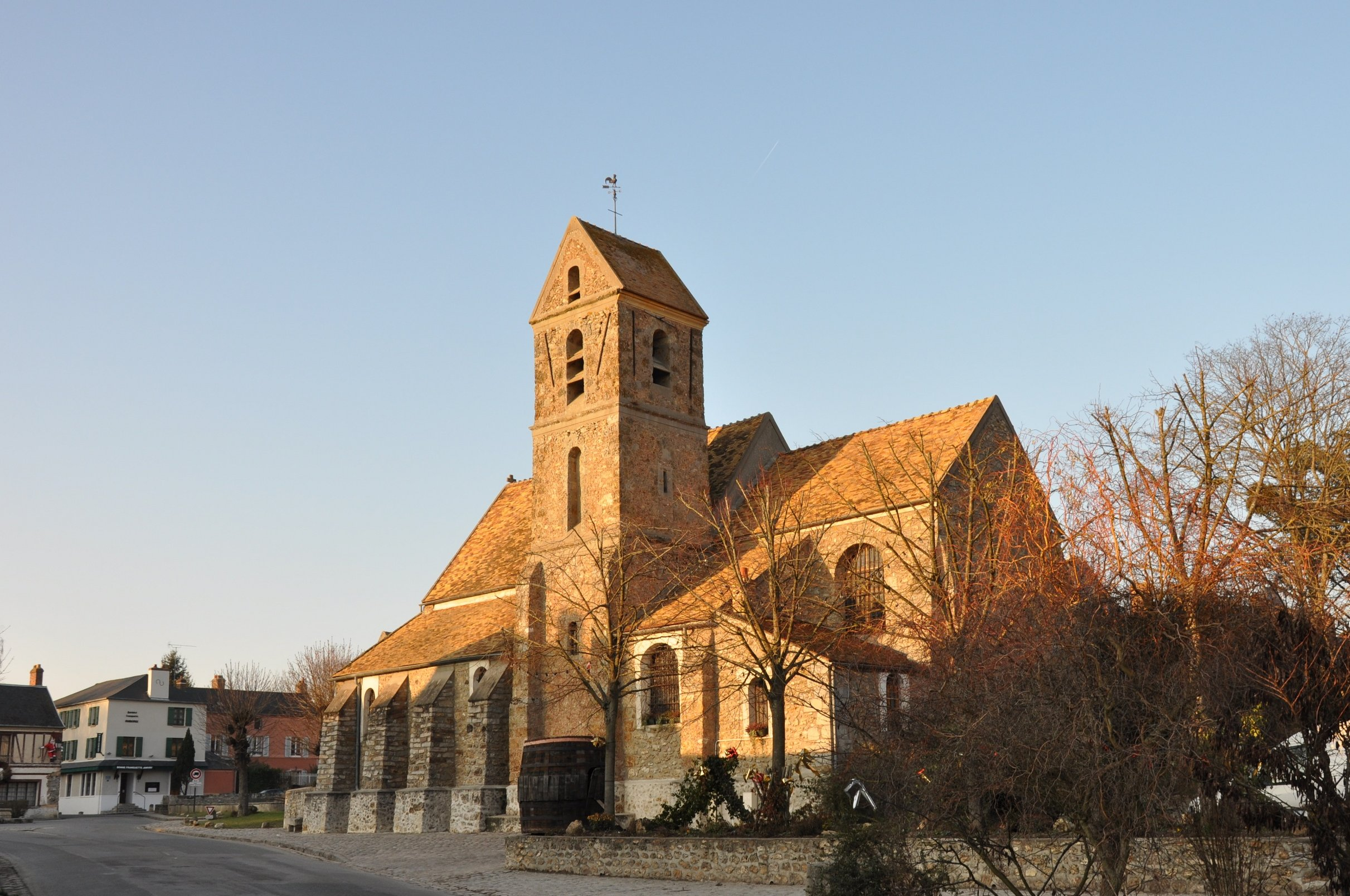

- Château de Janvry